# Liste der Flüsse in Victoria
Die Liste der Flüsse in Victoria gibt eine Übersicht aller Flüsse im australischen Bundesstaat Victoria.

## Flüsse
Legende: L = Länge in km; E = Einzugsgebiet in km²; Q = Quellhöhe; M = Mündungshöhe; F = Flusssystem

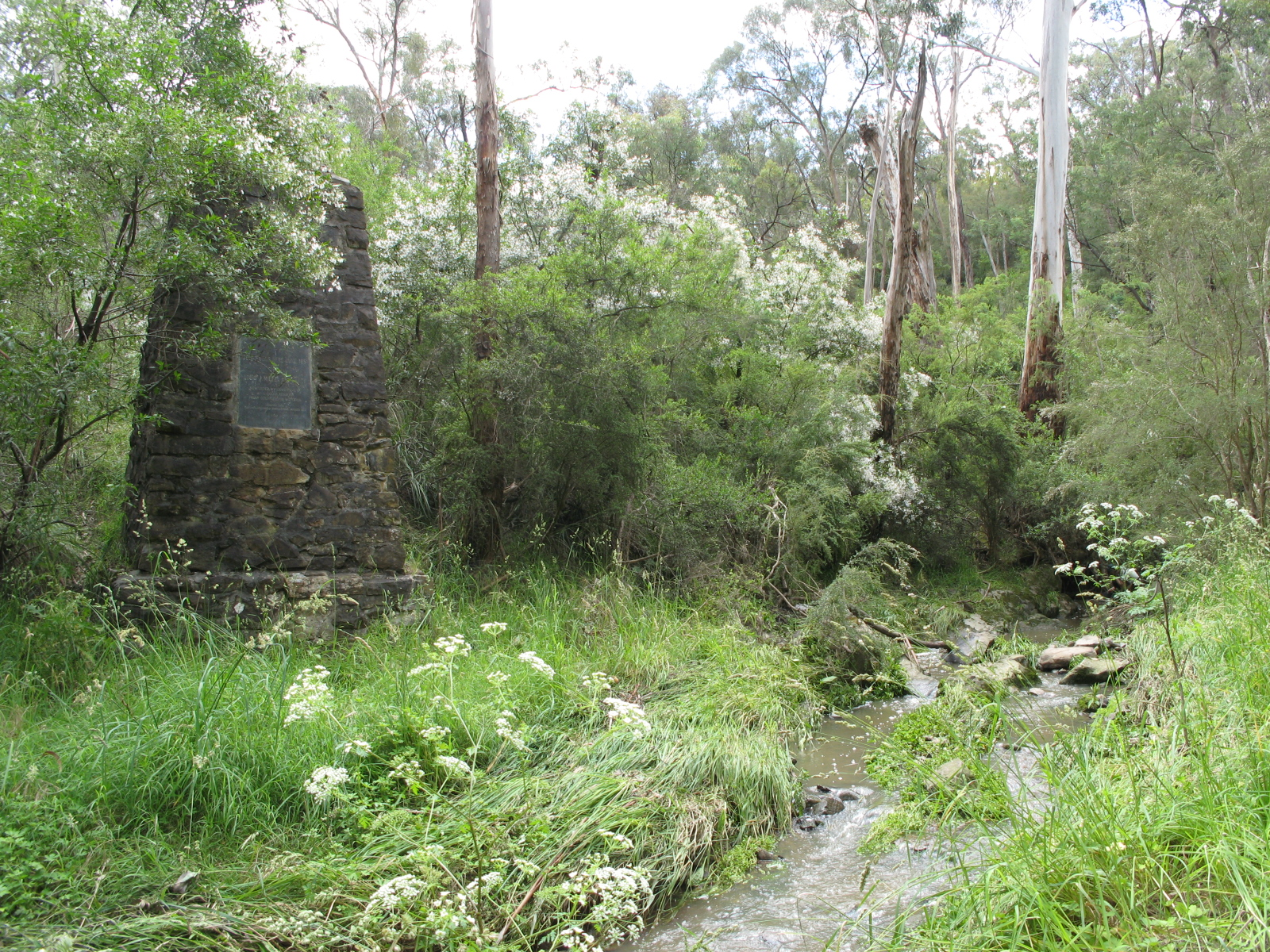
Andersons Creek

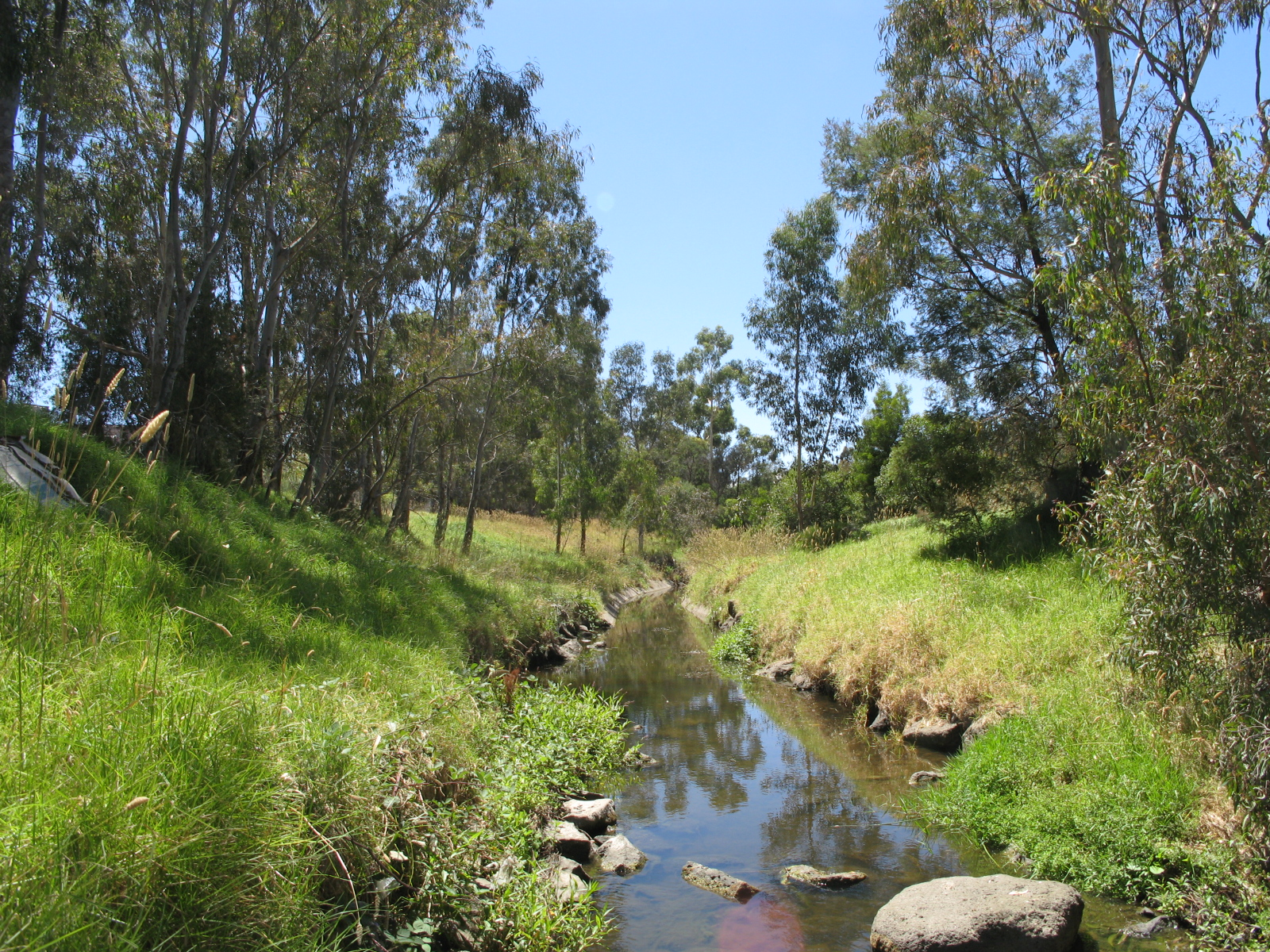
Darebin Creek

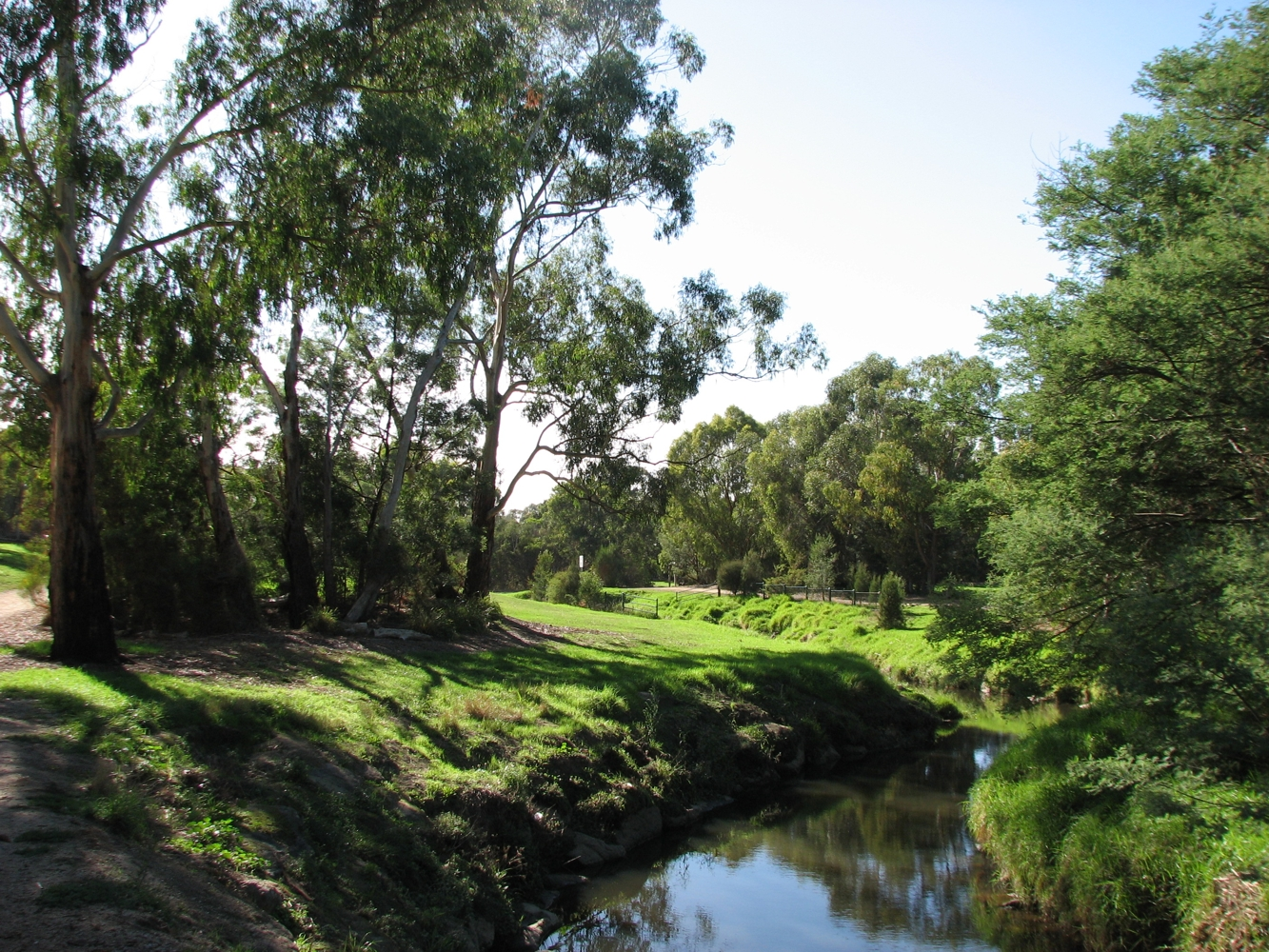
Gardiners Creek

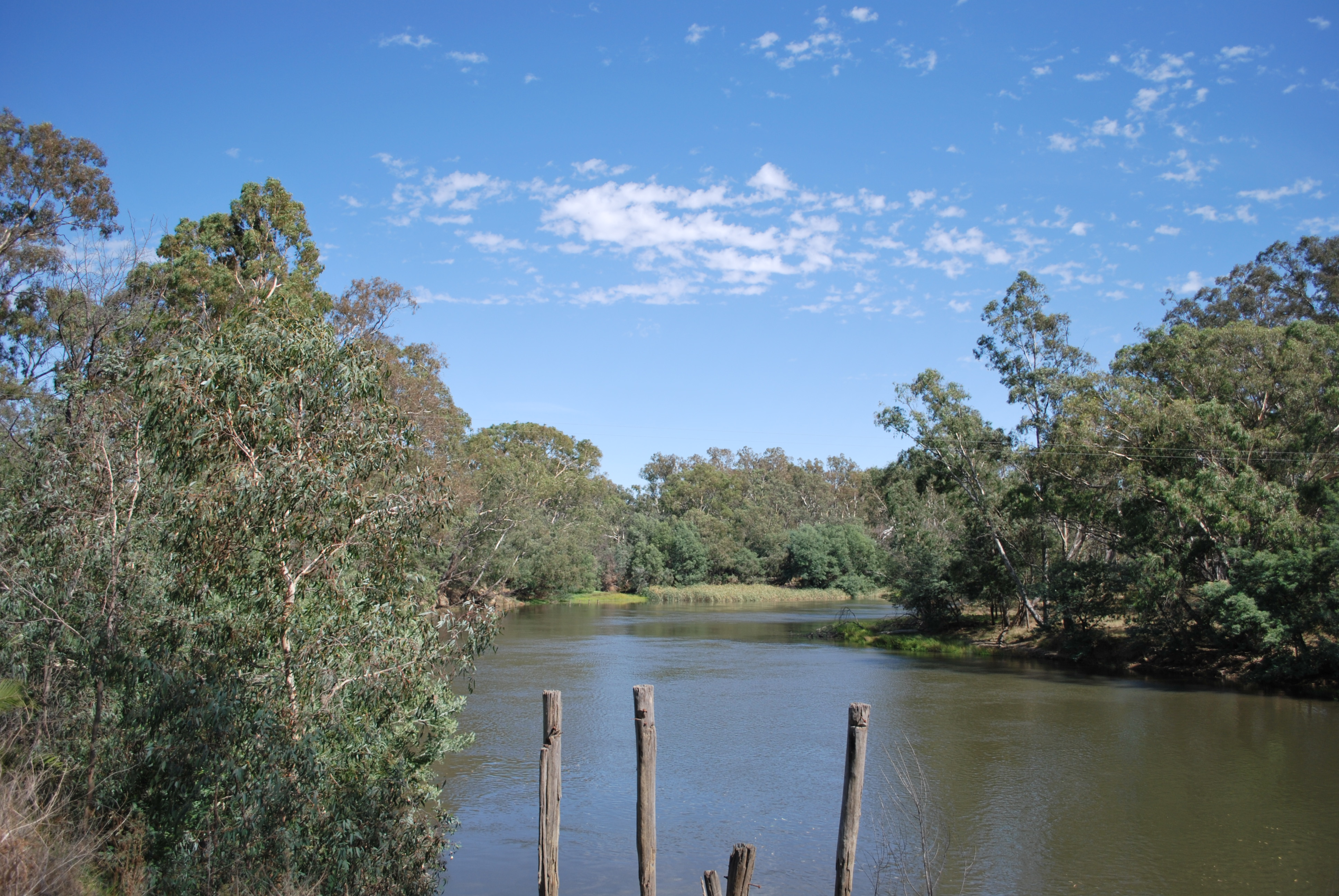
Goulburn River

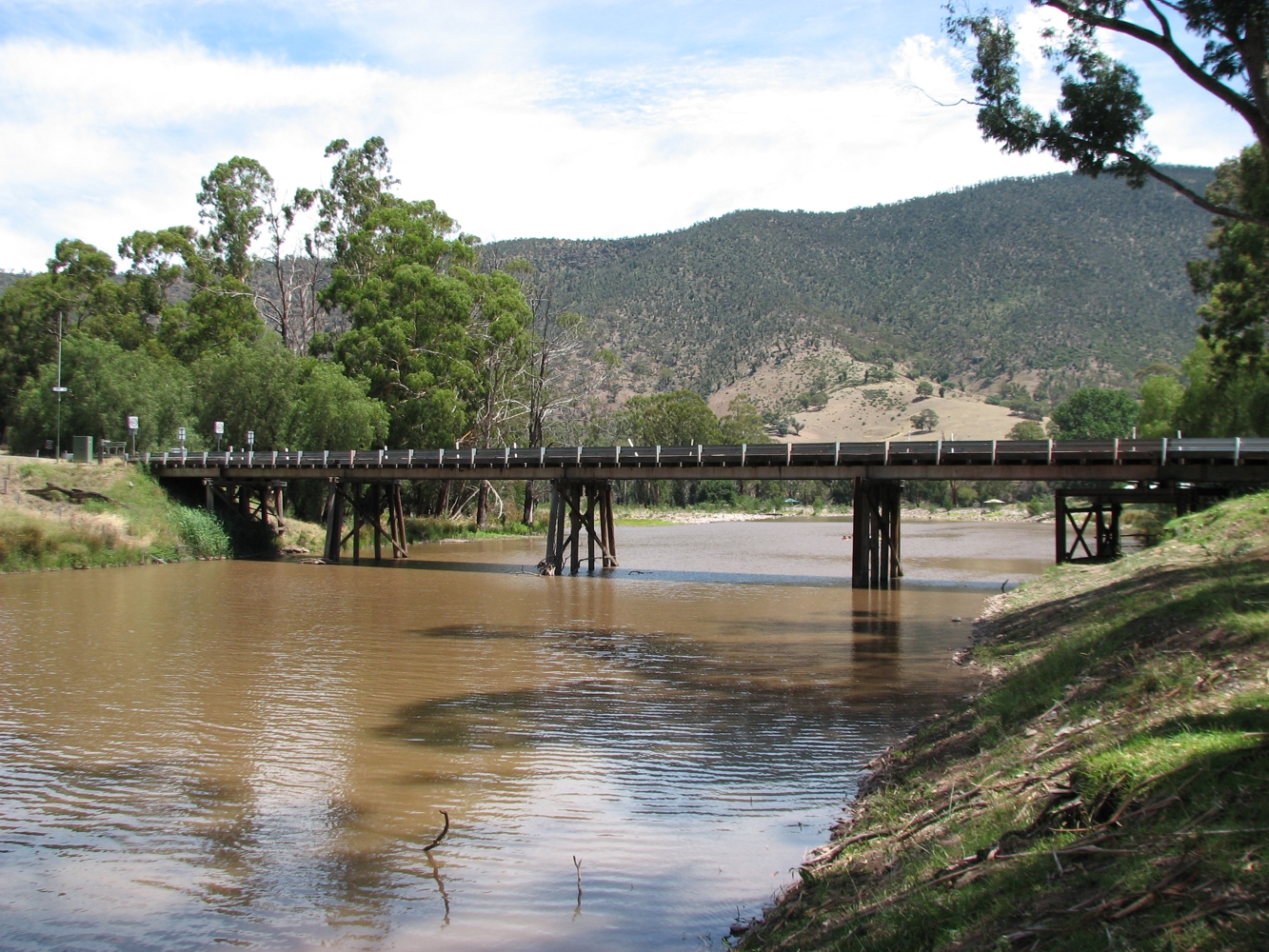
Macalister River

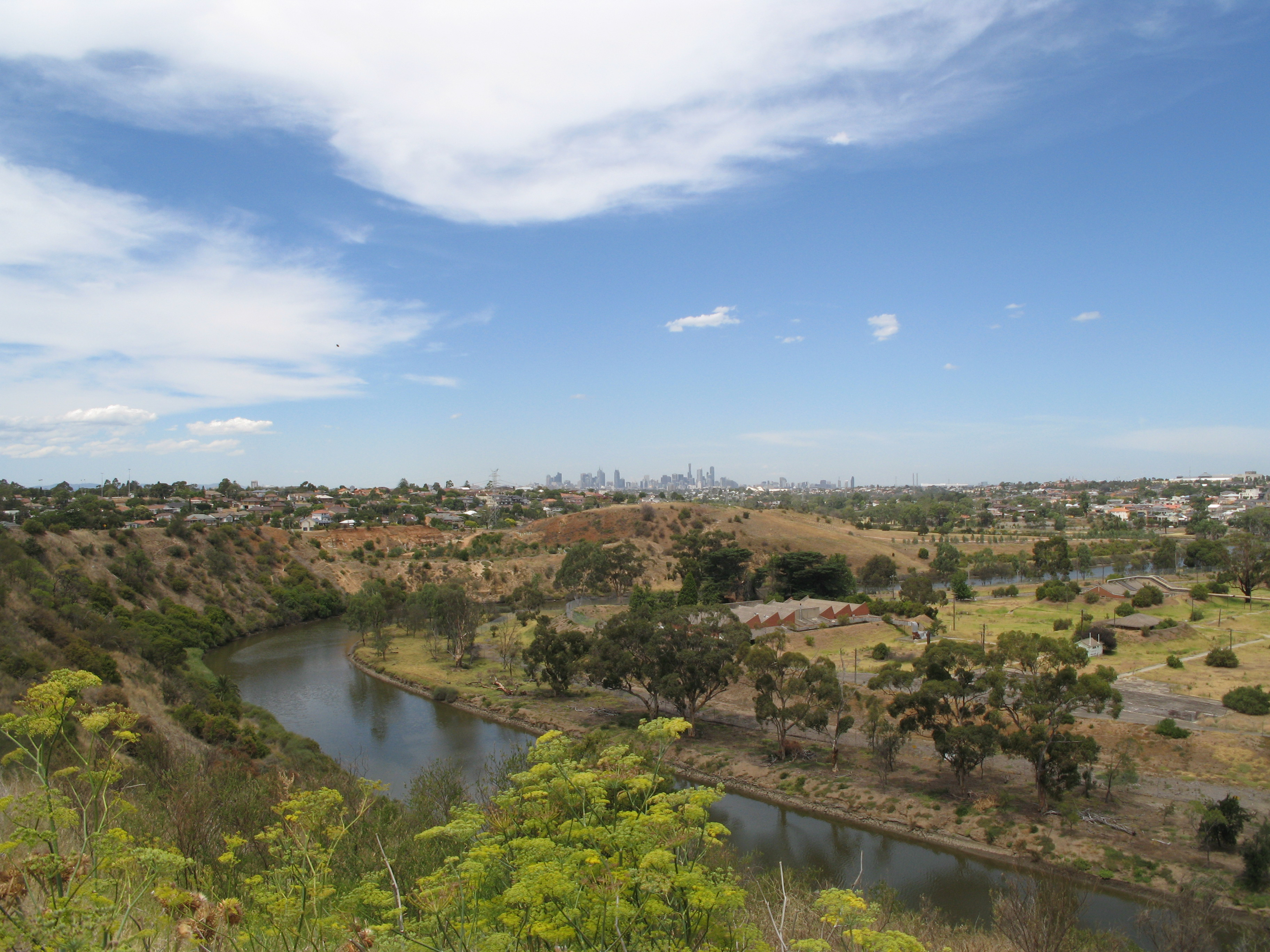
Maribyrnong River

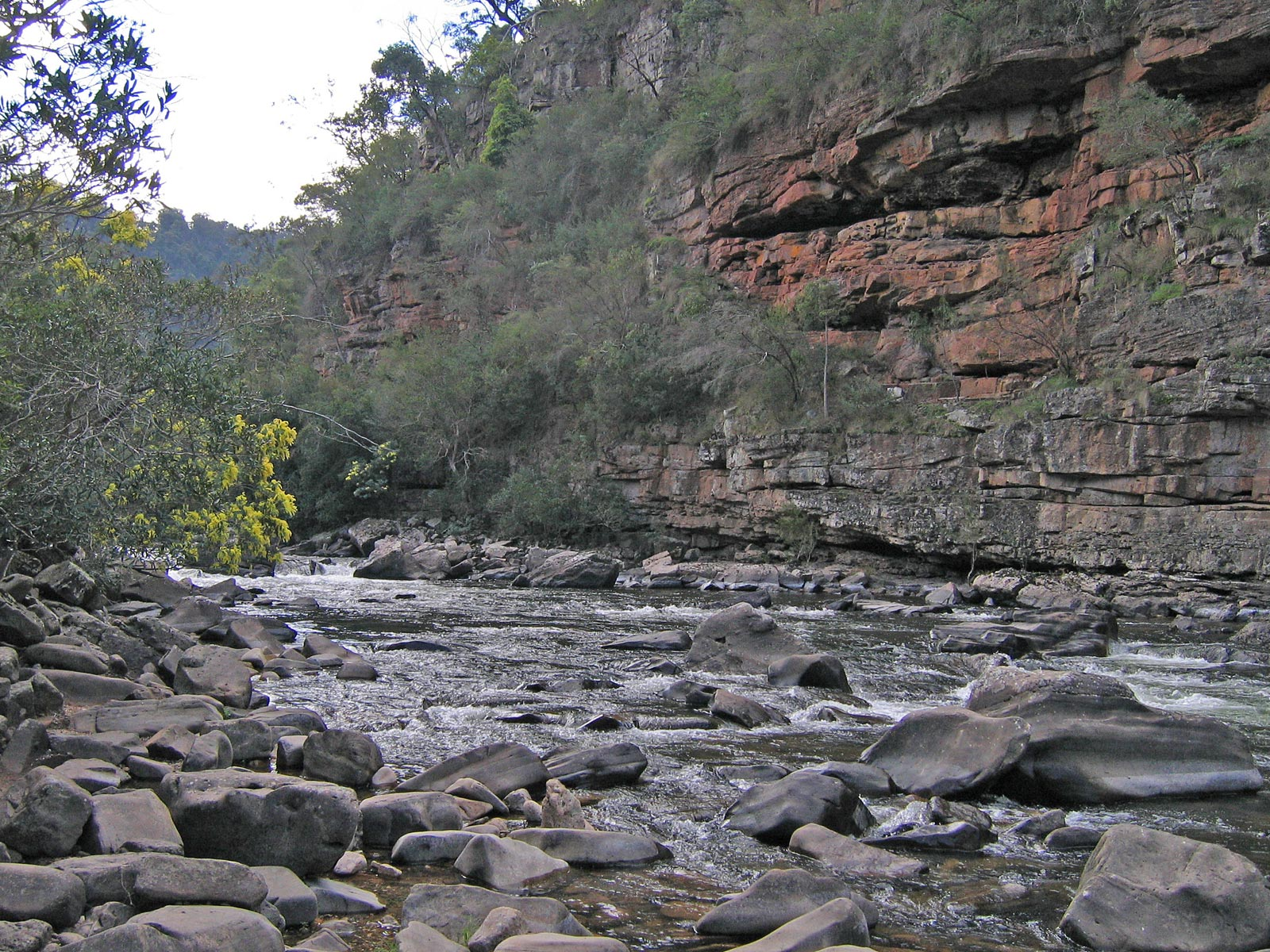
Mitchell River

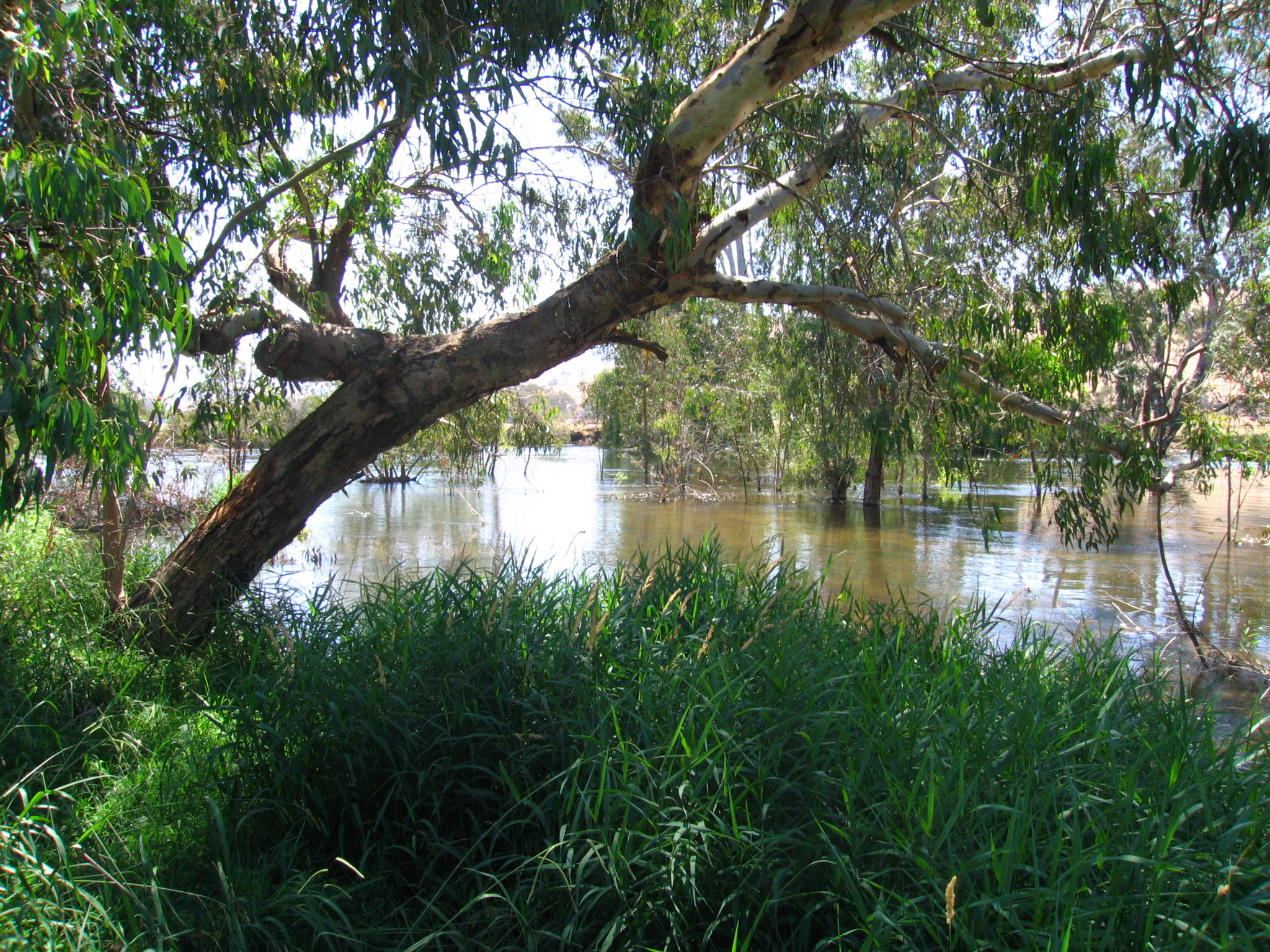
Mitta Mitta River

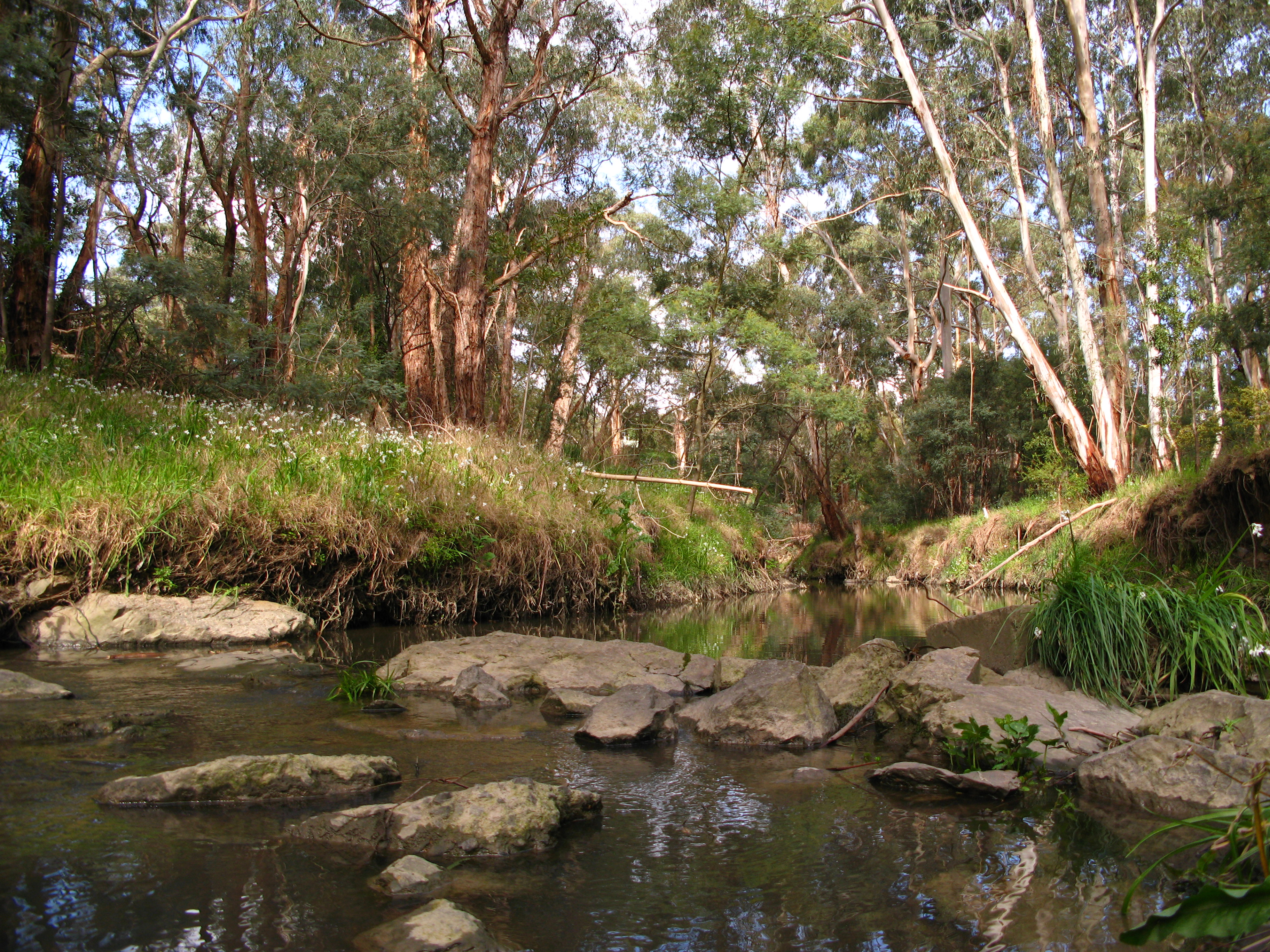
Mullum Mullum Creek

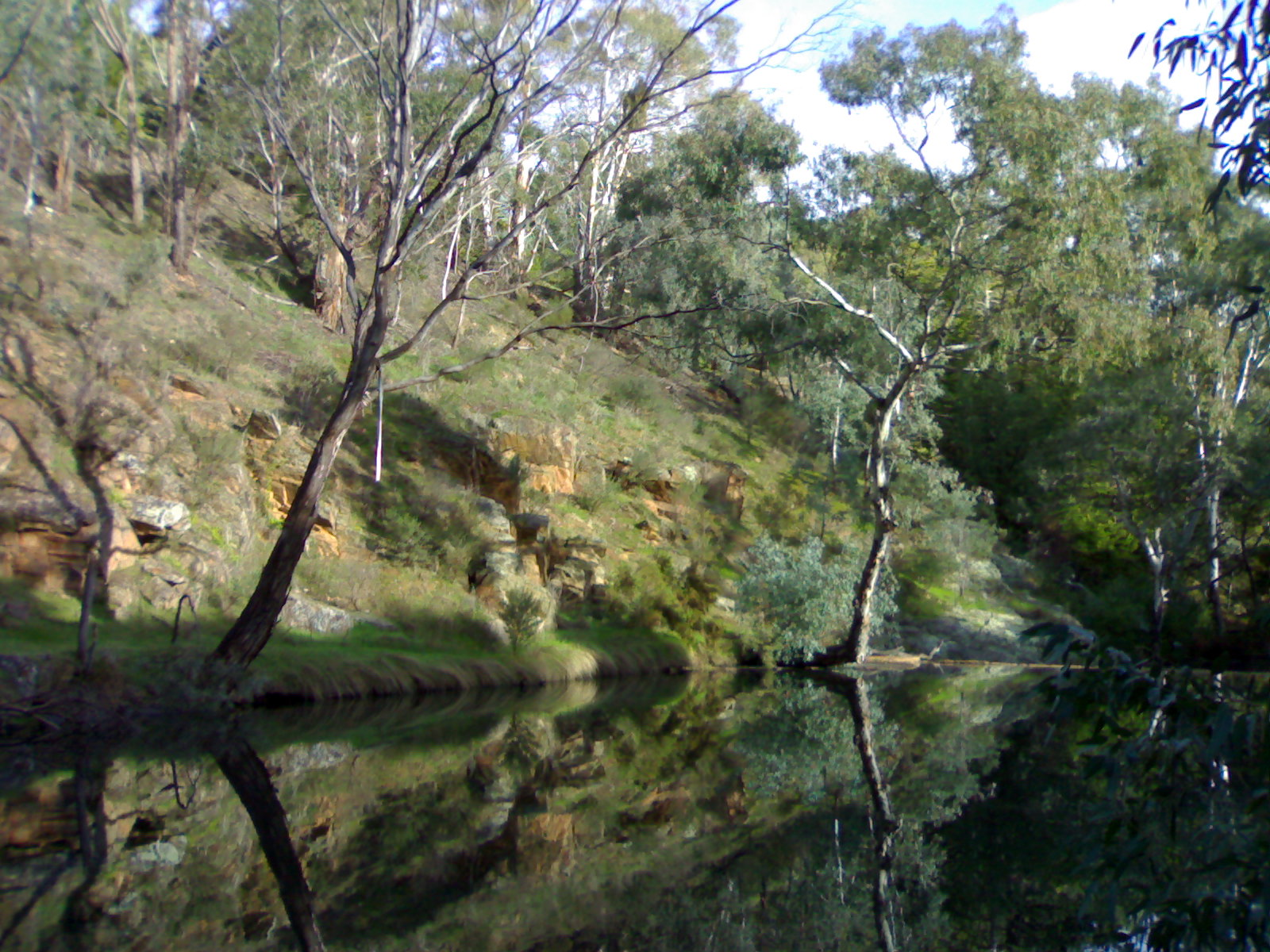
Loddon River

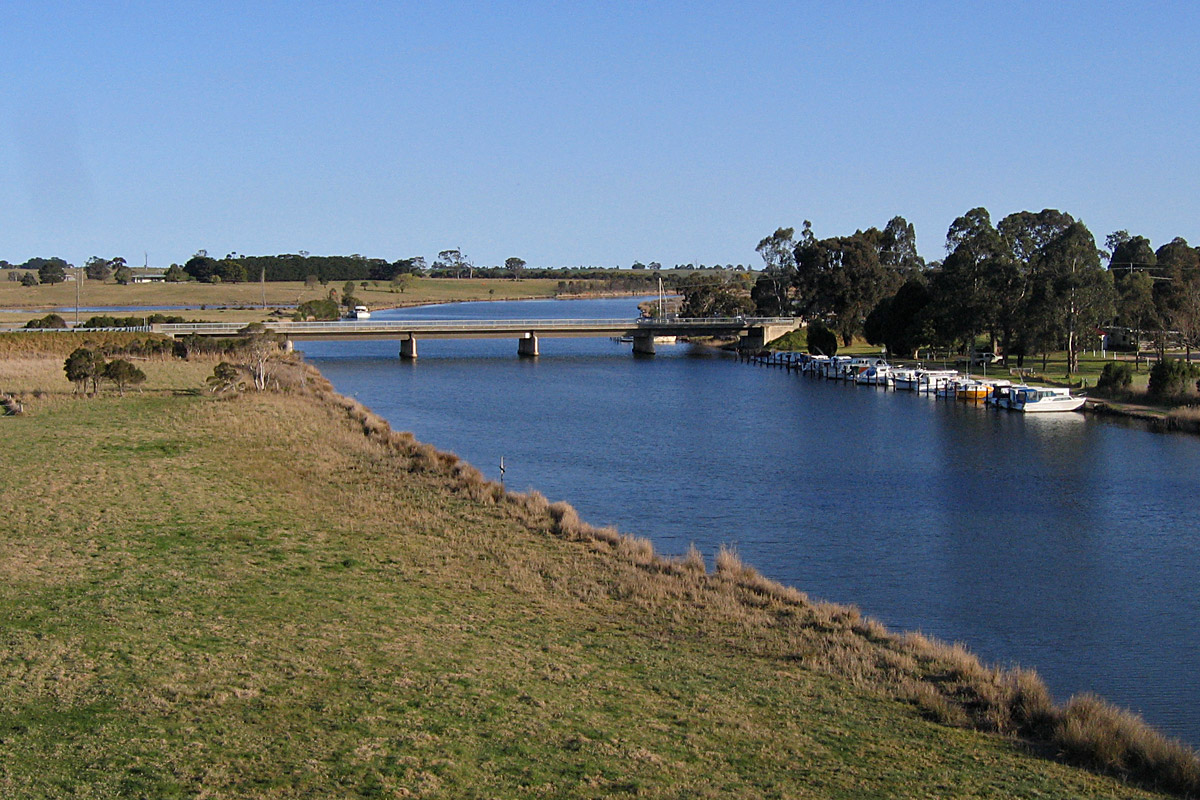
Nicholson River

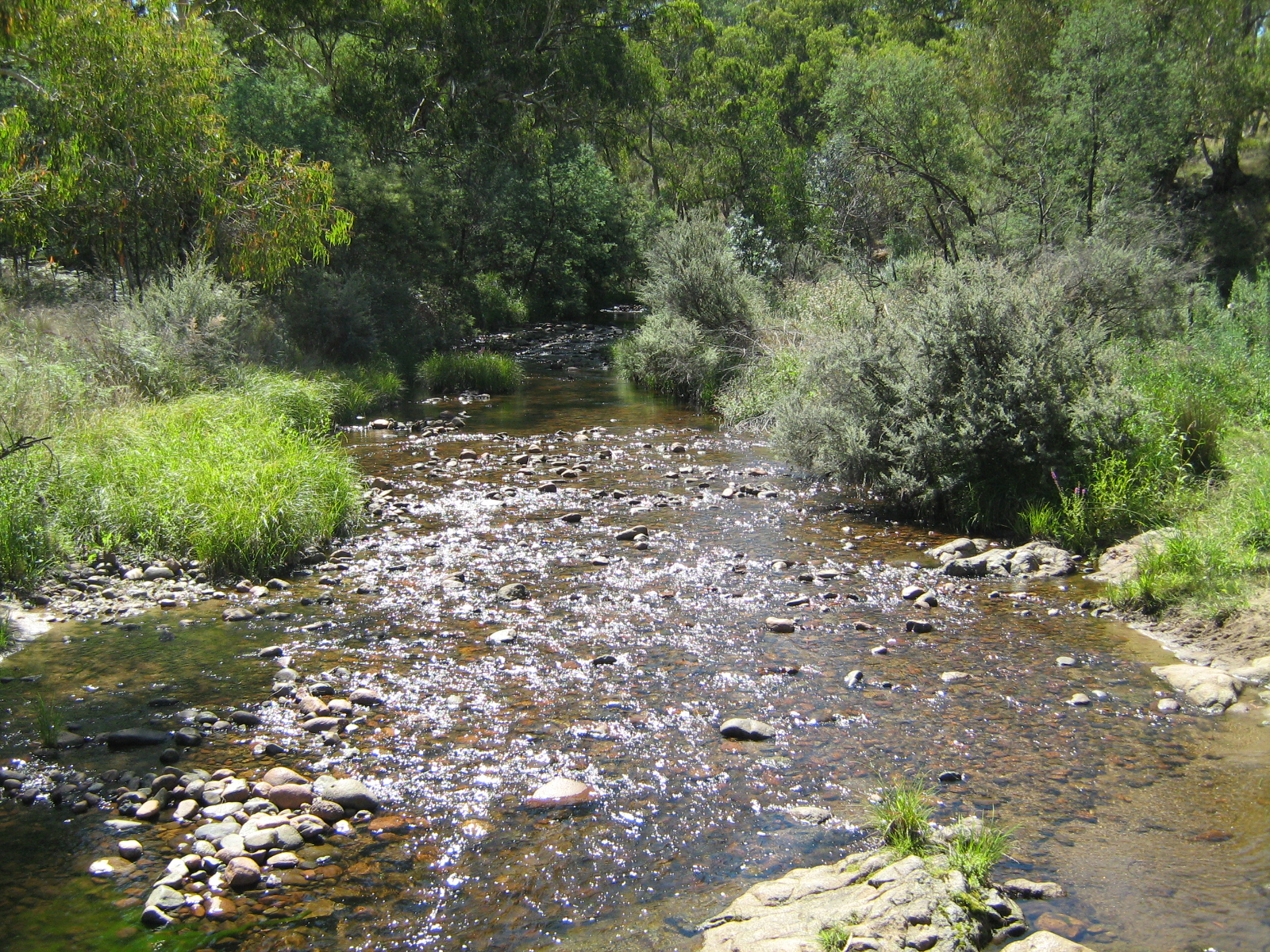
Suggan Buggan River

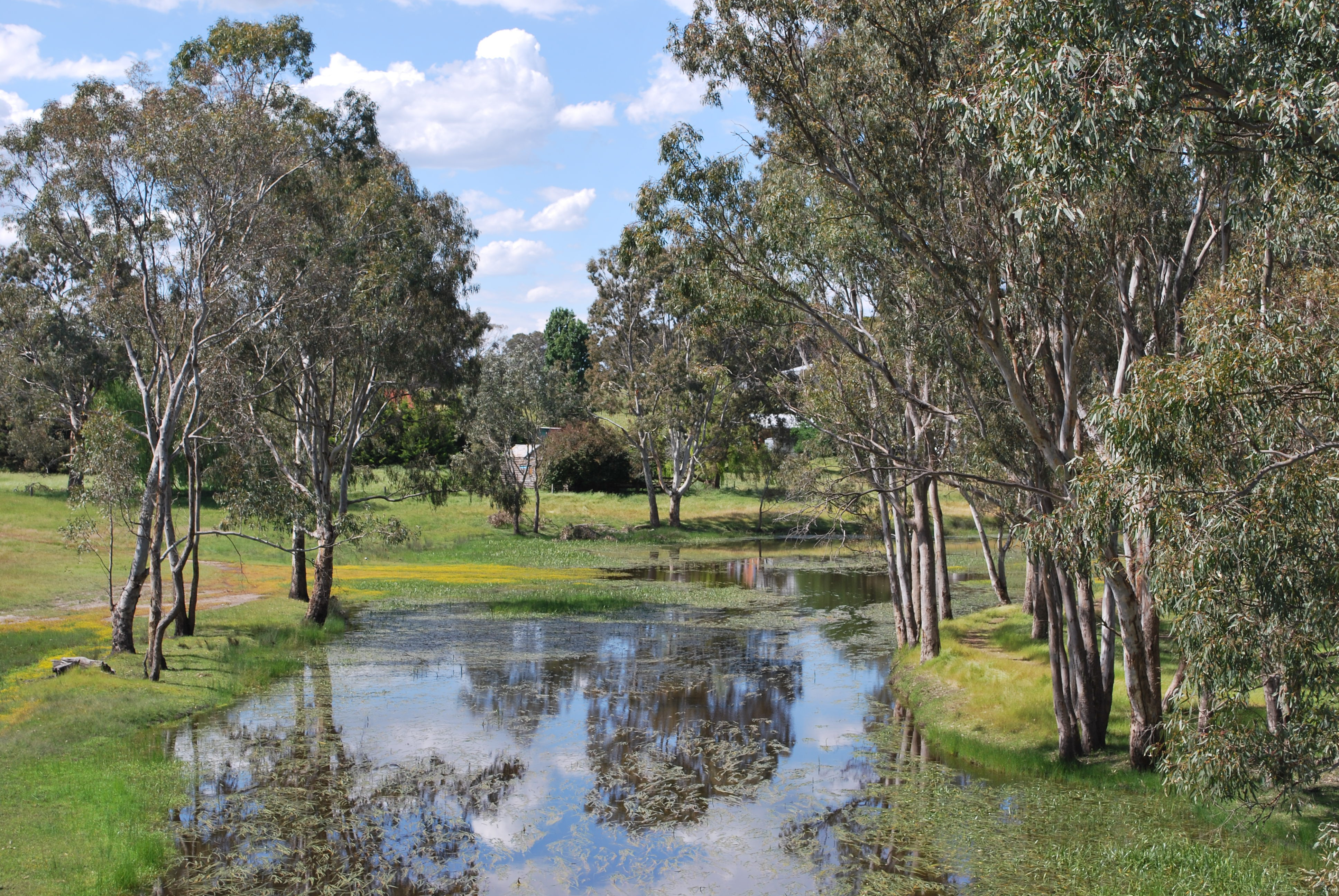
Wannon River in Cavendish

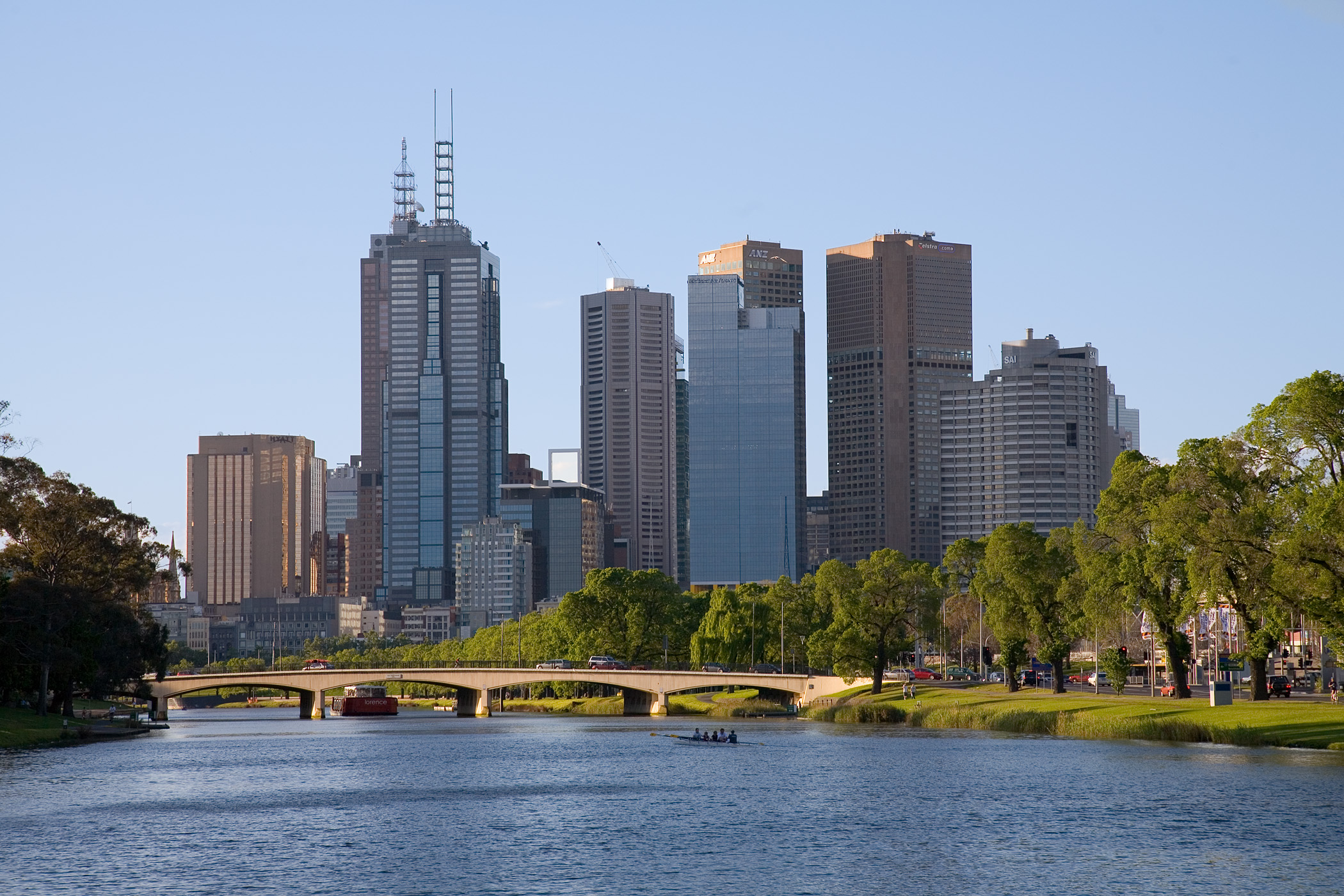
Yarra River (VIC) bei Melbourne

| Name                       | L       | E         | Q     | M    | F                | Bemerkung/en |
| -------------------------- | ------- | --------- | ----- | ---- | ---------------- | --- |
| Aberfeldy River            | 49,0    |           | 662   | 253  | Latrobe River    | |
| Acheron River              | 58,8    |           | 637   | 190  | Murray River     | |
| Ada River                  | 11,1    |           | 1.150 | 196  | Bemm River       | |
| Ada River                  | 14,0    |           | 843   | 297  | Latrobe River    | |
| Albert River               | 39,0    |           | 212   | 0    | Albert River     | |
| Andersons Creek            | 7,0     |           |       |      | Yarra River      | |
| Annie River                |         |           |       |      |                  | |
| Arte River                 | 16,6    |           | 448   | 175  | Bemm River       | |
| Avon River                 | 122,0   |           | 1.600 | 1    | Latrobe River    | |
| Back River                 | 10,9    |           | 1.380 | 796  | Tambo River      | |
| Barkly River               | 29,6    |           | 672   | 274  | Latrobe River    | |
| Barwon River               | 160,0   | 8.590     | 120   | 0    | Barwon River     | |
| Bemm River                 | 57,6    |           | 165   | 0    | Bemm River       | Bemm River Falls                                                                                                  |
| Bendoc River               | 21,8    |           | 848   | 758  | Snowy River      | |
| Berrima River              | 8,4     |           | 1.030 | 695  | Snowy River      | |
| Big River                  | 9,8     |           | 309   | 207  | Snowy River      | |
| Big River                  | 62,0    |           | 608   | 260  | Murray River     | durchfließt den Eildon-Stausee (299 m ü. M.)                                                                      |
| Bonang River               | 29,9    |           | 767   | 503  | Snowy River      | |
| Brodribb River             | 105,0   |           | 334   | 3    | Snowy River      | durchfließt Lake Curlip                                                                                           |
| Broken River               | 174,0   |           | 1.190 | 115  | Murray River     | durchfließt Nillahcootie- und Benalla-Stausee                                                                     |
| Buchan River               | 118,0   |           | 1.090 | 41   | Snowy River      | |
| Calder River               | 14      |           | 393   |      |                  | |
| Caledonia River            | 34,0    |           | 1.100 | 354  | Latrobe River    | |
| Campaspe River             | 232,3   |           | 679   | 97,8 | Murray River     | durchfließt den Lake Eppalock                                                                                     |
| Carey River                | 17,3    |           | 1.370 | 473  | Latrobe River    | |
| Chetwynd River             | 32,8    |           | 231   | 94   | Glenelg River    | |
| Combienbar River           | 33,4    |           | 853   | 129  | Bemm River       | |
| Crawford River             | 75,3    |           | 127   | 16   | Glenelg River    | |
| Crooked River              | 25,5    |           | 653   | 287  | Latrobe River    | |
| Darebin Creek              | 42,8    |           | 277   | 18   | Yarra River      | |
| Dargo River                | 108,0   |           | 1.260 | 160  | Latrobe River    | |
| Deddick River              | 59,5    |           | 858   | 174  | Snowy River      | |
| Deep Creek                 | 128,0   |           | 517   | 42   | Yarra River      | |
| Delegate River             | 127,0   |           | 1.150 | 507  | Snowy River      | |
| Dolodrook River            | 13,4    |           | 1.080 | 436  | Latrobe River    | |
| Don River                  |         |           |       |      |                  | |
| Dry River                  | 13,6    |           | 1.400 | 520  | Latrobe River    | |
| Dundas River               | 18,5    |           | 244   | 201  | Glenelg River    | |
| Errinundra River           | 28,4    |           | 972   | 129  | Bemm River       | |
| Fitzroy River              | 58,1    |           | 140   | 0    | Fitzroy River    | |
| Ford River                 | 15,0    |           | 448   | 0    | Ford River       | |
| Franklin River             | 33,0    |           | 452   | 0    | Franklin River   | |
| Gardiners Creek            | 17,0    |           | 95    | 12   | Yarra River      | ursprünglicher Name: Kooyongkoot; durchfließt den Blackburn Lake                                                  |
| Glenelg River              | 476,0   |           | 759   | 0    | Glenelg River    | durchfließt das Rocklands Reservoir (216 m ü. M.)                                                                 |
| Goolengook River           | 26,9    |           | 444   | 90   | Bemm River       | |
| Goulburn River             | 529,0   | 23.916    | 811   | 100  | Murray River     | längster Fluss in Victoria; durchfließt Lake Eildon, Goulburn-Wehr und das Waranga Basin                          |
| Humffray River             | 13,5    |           | 564   | 431  | Latrobe River    | |
| Ingeegoodbee River         | 31,4    |           | 1.340 | 514  | Snowy River      | |
| Jack River                 | 7,7     |           | 149   | 27   | Snowy River      | |
| Jack River                 | 16,0    |           | 236   | 24   |                  | |
| Jordan River               | 22,0    |           | 1.170 | 441  | Latrobe River    | |
| King River                 | 174,0   |           | 1.460 | 142  | Murray River     | durchfließt den William Howell-Stausee                                                                            |
| Koonung Creek              | 10,9    |           | 100   | 17   | Yarra River      | |
| Leigh River                |         |           |       |      |                  | |
| Lindsay River              |         |           |       |      |                  | |
| Little Arte River          | 9,8     |           | 824   | 190  | Bemm River       | |
| Little Goolengook River    | 7,2     |           | 726   | 219  | Bemm River       | |
| Little Murray River        | 61,8    |           | 81    | 72   | Murray River     | |
| Little River               | 22,0    |           | 1.340 | 208  | Murray River     | |
| Little River               | 9,6     |           | 1.230 | 931  | Latrobe River    | |
| Little River               | 26,9    |           | 998   | 156  | Snowy River      | |
| Little Steavenson River    | 4,7     |           | 308   | 258  | Murray River     | |
| Little Yalmy River         | 21,7    |           | 823   | 243  | Snowy River      | |
| Little Yarra River (Foto)  | 23,7    |           | 254   | 107  | Yarra River      | |
| Loch River                 | 19,0    |           | 896   | 228  | Latrobe River    | |
| Loddon River (Foto)        | 361,0   |           | 638   | 71   | Murray River     | durchfließt das Cairn Corran Reservoir und das Laanecoorie Reservoir                                              |
| Macalister River (Foto)    | 177,0   |           | 1.550 | 14   | Latrobe River    | |
| Maribyrnong River (Foto)   | 39,0    | 1.450     | 66    | 0    | Murray River     | |
| McKenzie River             | 14,5    |           | 349   | 75   | Bemm River       | |
| Merri Creek                | 69,3    |           | 459   | 10   | Yarra River      | |
| Mitchell River (Foto)      | 121,0   |           | 137   | 1    | Latrobe River    | |
| Mitta Mitta River (Foto)   | 204,0   |           | 694   | 180  | Murray River     | durchfließt Lake Dartmouth, Lake Banimboola und Lake Hume                                                         |
| Moe River                  | 18,0    |           | 174   | 76   | Latrobe River    | |
| Moonee Ponds Creek         | 30,5    |           | 132   | 0    | Murray River     | |
| Moroka River               | 48,0    |           | 1.580 | 353  | Latrobe River    | |
| Morwell River              | 41,0    |           | 172   | 16   | Latrobe River    | |
| Mullum Mullum Creek (Foto) | 15,6    |           | 145   | 28   | Yarra River      | |
| Murray River               | 2.375,1 | 1.058.549 | 902   | 0    | Murray River     | zweitlängster Fluss Australiens, durchfließt sechs Seen                                                           |
| Murrindal River            | 41,8    |           | 702   | 55   | Snowy River      | |
| Nicholson River (Foto)     | 72,5    |           | 440   | 0    | Nicholson River  | |
| Olinda Creek               | 21,4    |           | 580   | 76   | Yarra River      | durchfließt den Lillydale-Stausee                                                                                 |
| O’Shannassy River          | 20,0    |           | 744   | 338  | Yarra River      | |
| Patterson River            | 5,0     |           | 6     | 0    | Patterson River  | |
| Perry River                | 29,0    |           | 66    | 3    | Latrobe River    | |
| Plenty River               | 46,8    |           | 247   | 20   | Yarra River      | durchfließt Toorourrong Reservoir und Yan Yean Reservoir                                                          |
| Queensborough River        | 19,0    |           | 885   | 758  | Snowy River      | |
| Rich River                 | 16,8    |           | 639   | 71   | Snowy River      | |
| Rocky River                | 15,2    |           | 470   | 41   | Snowy River      | |
| Rodger River               | 59,5    |           | 806   | 61   | Snowy River      | |
| Shaw River                 |         |           |       |      |                  | |
| Snowy River                | 403,1   | 15.779    | 1.840 | 0    | Snowy River      | durchfließt den Guthega Pondage- (1.588 m ü. M.) und Island Bend Pondage-See (1.192) und den Lake Jindabyne (918) |
| St. George River           | 14,0    |           | 585   | 0    | St. George River | |
| St. Patricks River         | 9,4     |           | 412   | 228  | Snowy River      | |
| Steavenson River           | 20,1    |           | 813   | 264  | Murray River     | |
| Stokes River               | 34,5    |           | 140   | 24   | Glenelg River    | |
| Stony Creek                | 15,0    |           |       | 0    | Yarra River      | |
| Stony Creek                |         |           |       |      |                  | |
| Suggan Buggan River (Foto) | 37,9    |           | 699   | 192  | Snowy River      | |
| Taggerty River             | 17,8    |           | 1.420 | 368  | Murray River     | |
| Tambo River                | 170,0   |           | 1.160 | 1    | Tambo River      | mündet in den Lake King                                                                                           |
| Tanjil River               | 34,0    |           | 202   | 53   | Latrobe River    | durchfließt den Blue Rock-Stausee                                                                                 |
| Thomson River              | 170,0   |           | 972   | 2    | Latrobe River    | durchfließt den Lake Thomson (494 m ü. M.)                                                                        |
| Timbarra River             | 89,7    |           | 1.260 | 88   | Tambo River      | |
| Toorongo River             | 12,0    |           | 705   | 215  | Latrobe River    | |
| Tyers River                | 57,0    |           | 1.240 | 35   | Latrobe River    | durchfließt das Moondarra Reservoir                                                                               |
| Victoria River             | 24,7    |           | 1.300 | 830  | Murray River     | |
| Wannon River               | 223,1   |           | 399   | 43   | Glenelg River    | im Flusslauf zwei Wasserfälle: Wannon Falls und Nigretta Falls                                                    |
| Wellington River           | 39,7    |           | 1.030 | 213  | Latrobe River    | |
| Wentworth River            | 59,0    |           | 977   | 111  | Latrobe River    | |
| Wongungarra River          | 66,0    |           | 1.430 | 236  | Latrobe River    | |
| Wonnangatta River          | 151,0   |           | 1.220 | 108  | Latrobe River    | |
| Woori Yallock Creek        | 18,2    |           | 302   | 103  | Yarra River      | |
| Wye River                  | 11,0    |           | 601   | 0    | Wye River        | Wye River Falls                                                                                                   |
| Yalmy River                | 28,2    |           | 476   | 161  | Snowy River      | |
| Yarra River                | 242,0   | 4.078     | 1.200 | 0    | Yarra River      | durchfließt den Upper Yarra-Stausee                                                                               |